# Fuerzas Armadas del Reino de Marruecos
Las Fuerzas Armadas del Reino de Marruecos (Alquaat almusalahat almalakiat almaghribia - القوات المسلحة الملكية المغربية -Forces Armées Royales du Maroc) están formadas por el Ejército Real, la Real Fuerza Aérea y la Marina Real. En caso de Regímenes de excepción, una fuerza adicional formada por Gendarmes y miembros de las Fuerzas Auxiliares (incluidos miembros del Cuerpo Móvil de Intervención) pasan a disposición del Estado Mayor de Defensa de Marruecos. La Guardia Real forma parte del Ejército Real.

## Creación
Las Fuerzas Armadas Reales fueron creadas el 14 de mayo de 1956, después de la disolución del protectorado francés. 14.000 militares de origen marroquí en el Ejército Francés y 10 000 del Ejército Español fueron transferidos a la recientemente creada formación, junto con 5.000 miembros del Ejército de Liberación.
Las Reales Fuerzas Aéreas Marroquíes fueron creadas en noviembre de 1956. Se denominaron en sus inicios como Aviation Royale Chérifiene (Aviación Real Jerifiana). En 1961 recibe su actual denominación Forces Royales Air.
Cuatro años después, en 1960, se creó la Marina Real.

## Mando
El mando supremo de las Fuerzas Armadas Reales lo ostenta el rey de Marruecos como jefe supremo y jefe del Estado Mayor General, quien ejerce su autoridad de facto sobre el Inspector general de las Fuerzas Armadas Reales, ostentado por el general Bouchaib Arroub, si bien el mando operativo recae en los inspectores generales de cada cuerpo. La jefatura administrativa recae en la figura del ministro delegado ante el primer ministro encargado de la Administración de la Defensa Nacional, cartera que actualmente ostenta Abdellatif Loudiyi.
- Mando Supremo y jefe del Estado Mayor General: S. M. Mohamed VI de Marruecos
- Inspector General de las Fuerzas Armadas Reales: General Bouchaib Arroub
- Inspector General de la Real Fuerza Aérea: General Ahmed Boutaleb
- Inspector General de la Marina Real: Vicealmirante Mohamed Laghmari

Bajo el Mando del Ministerio del Interior:
- Comandante de la Gendarmería Real: General Hosni Benslimane
- Comandancia de las Fuerzas Auxiliares:
  - Zona Sur: Hamidou Laanigri
  - Zona Norte: Haddou Hajjar

## Servicio secreto
- Bajo el Ministerio del interior:
  - Renseignements Généraux marocains (RG)
  - Service autonome de renseignement des Forces Auxiliaires Marocaines (F.A)
  - Direction générale de la surveillance du territoire (DGST)
  - Bureau Central des Investigations Judiciaires(BCIJ)
  - Direction Générale des Affaires Intérieures (DGAI)
- Bajo el Estado Mayor:
  - Direction générale des études et de la documentation(DGED) contrainteligencia
  - Service de Renseignement de la Gendarmerie Royale Marocaine

## Actualidad

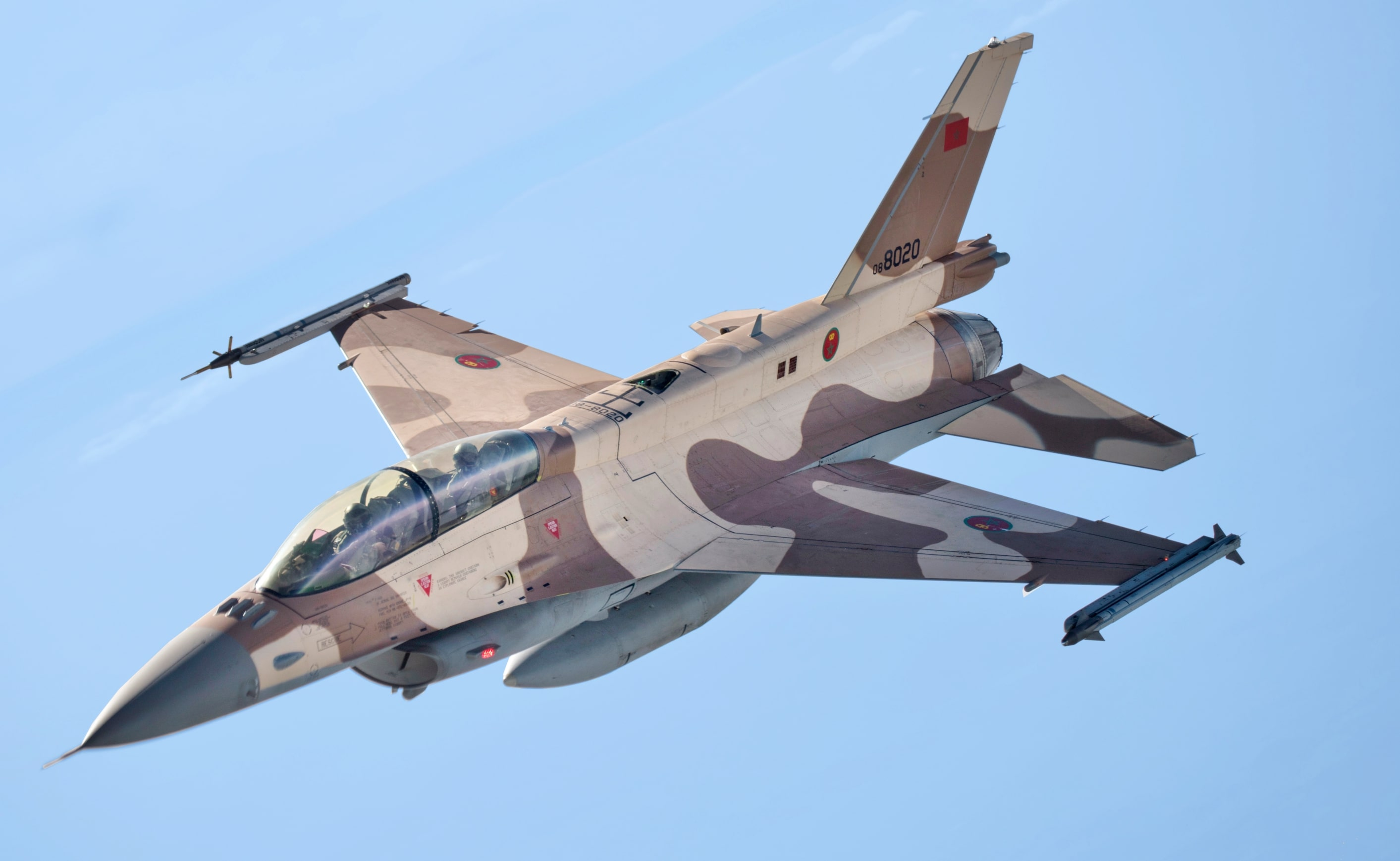
Un caza F-16 marroquí.

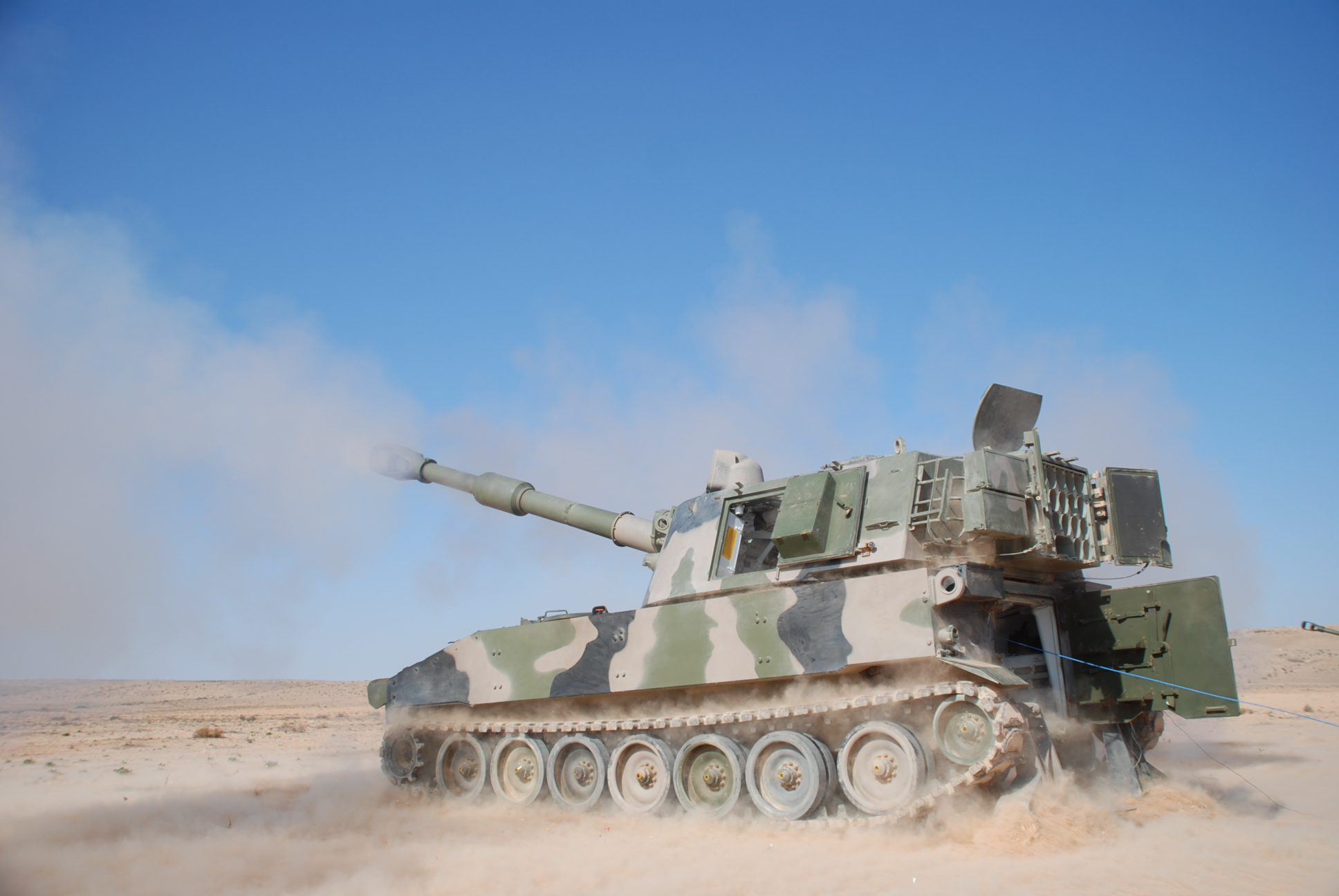
Un Obús autopropulsado M109A5 del 15.º Grupo de Artillería Real marroquí.

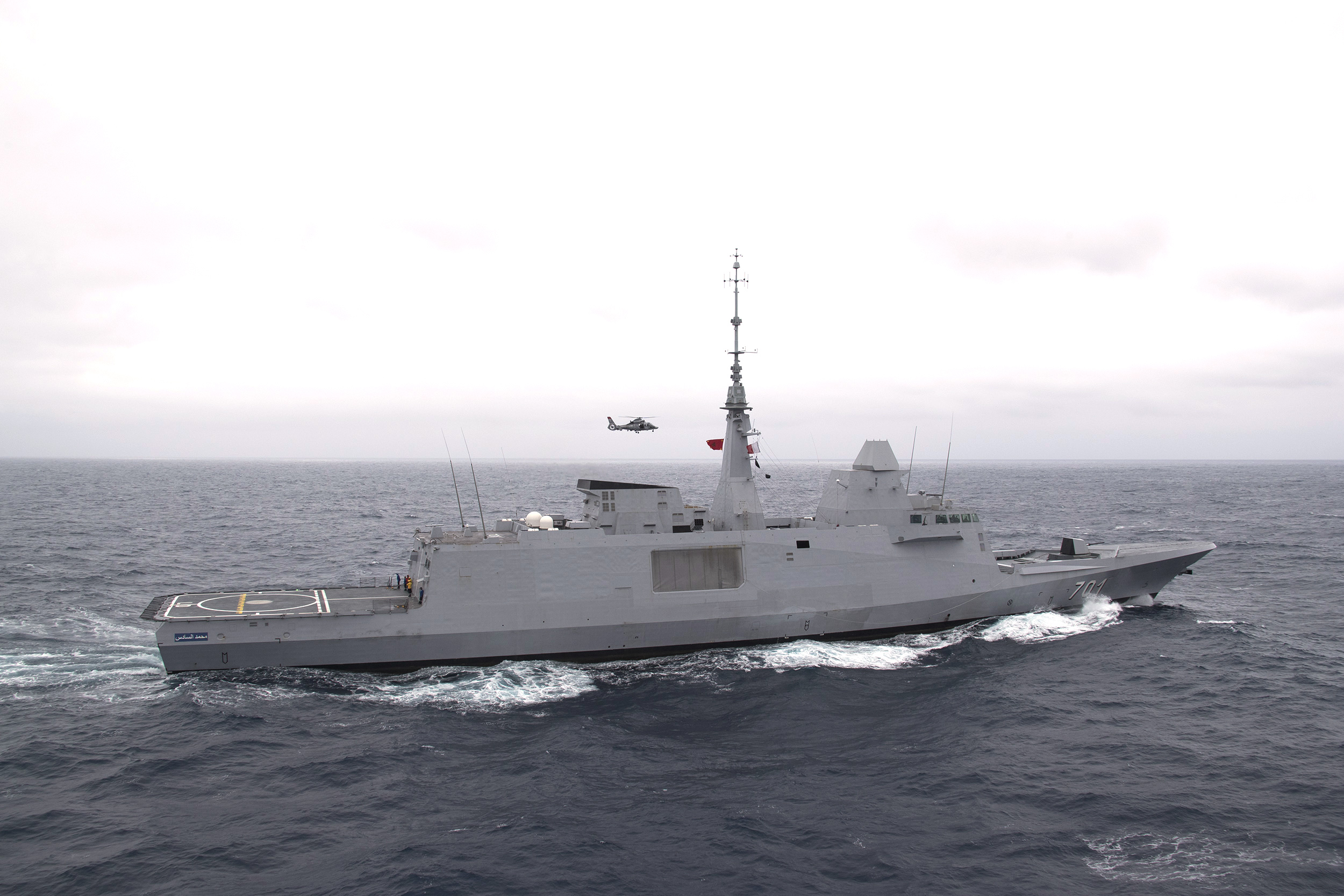
La fragata Mohammed VI, la más moderna y buque insignia de la flota alauita.

El siglo XXI está marcado por el terrorismo en toda el aérea del Magreb, principalmente el de grupos como Al Qaeda del Magreb Islámico. Desde el 2007 los países afectados por esta lacra, como Marruecos, han recibido de EE. UU. y Gran Bretaña asistencia militar en la lucha antiterrorista, conocida como operación Libertad duradera - Transáhara. También forma parte de la Operación Active Endeavour, operación antiterrorista de la Alianza Atlántica en aguas del Mediterráneo. Posteriormente, en 2010, Fuerzas Especiales marroquíes junto con unidades especiales jordanas fueron desplegadas en apoyo a las fuerzas de Arabia Saudí durante la Operación Tierra Quemada en Yemen, durante la cual se rechazó y persiguió a fuerzas insurgentes zaidíes.
Recientemente, en 2013, otro grupo de unidades especiales fue enviado a Mali, en apoyo a las fuerzas francesas en el lugar, durante la Intervención militar en Malí, con el objetivo de frenar el avance de rebeldes islamistas ligados a Al Qaeda. Recintemente Marruecos ha enviado tropas y asistencia en inteligencia dentro del marco de cooperación con los Emiratos Árabes Unidos como parte de la Guerra contra el Estado Islámico, actualmente 3 cazas F-16 de la Real Fuerza Aérea Marroquí fueron desplegados en EAU para el bombardeo de posiciones del Estádo Islámico en coordinación con el mando aéreo estadounidense en Catar.
El Reino de Marruecos forma parte de varios organismos internacionales, es un Aliado importante extra-OTAN, miembro de la Liga Árabe, y ha establecido acuerdos de cooperación militar con varios países, como EE. UU. Rusia, Portugal, Túnez, China, Catar, Italia, Francia, España, Emirato Árabes or Turquía entre muchos otros. Como miembro de las Naciones Unidas, las fuerzas armadas de Marruecos están desplegadas actualmente en varias misiones como parte de las Fuerzas de paz de las Naciones Unidas con un total de más de 2000 soldados, entre ellas:
- UNOCI durante la primera guerra civil de Costa de Marfil.
- MONUSCO sucesora de la MONUC durante la segunda guerra del Congo.
- En apoyo a las MINUSCA y BINUCA durante el Conflicto en la República Centroafricana.[27]

## Material actual

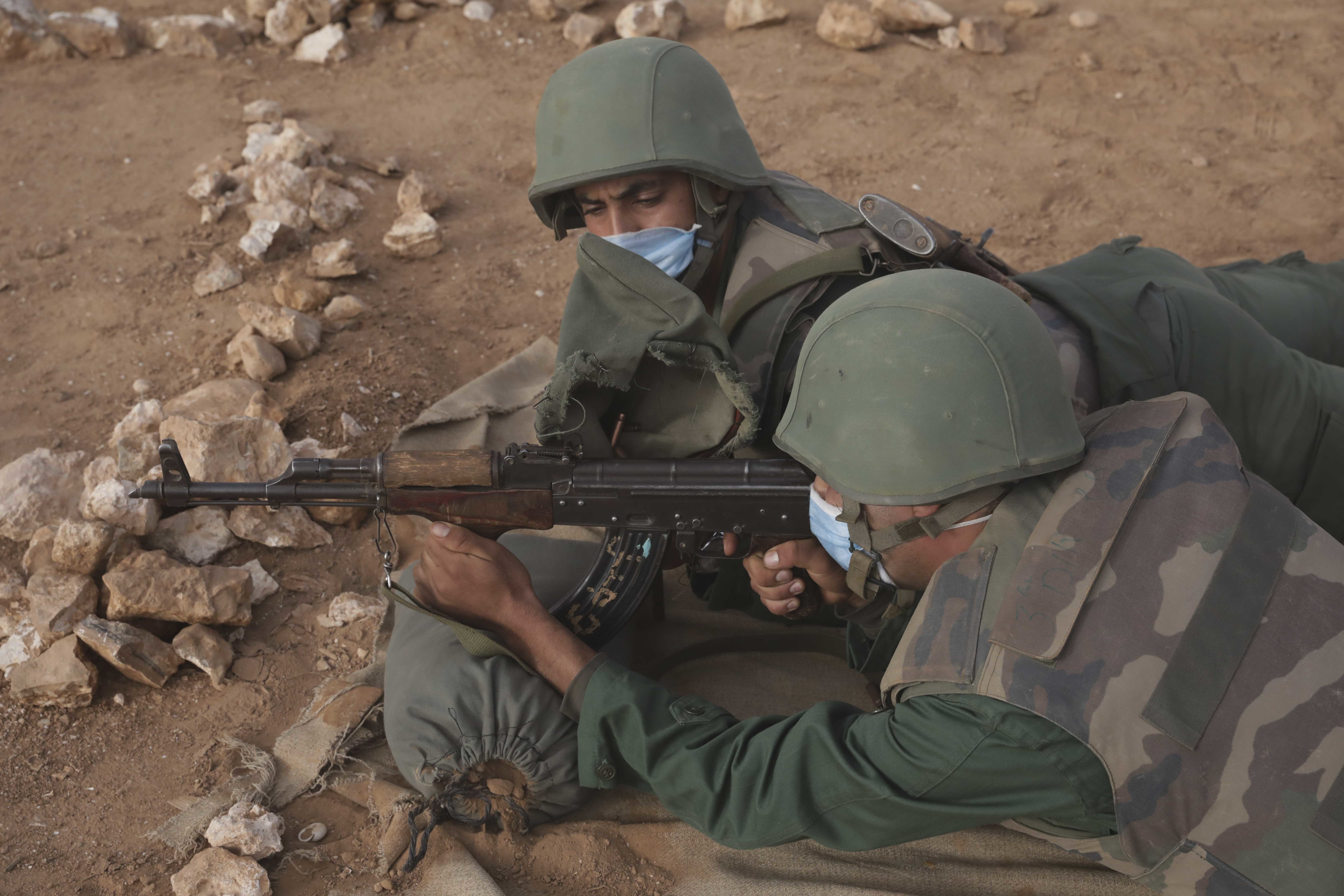
Soldados marroquíes en un entrenamiento en 2021.

- Ejército Real: Anexo:Materiales del Ejército de Tierra de Marruecos
- Real Fuerza Aérea: Anexo:Aeronaves y armamento de la Real Fuerza aérea de Marruecos
- Marina Real: Buques y aeronaves de la Marina Real de Marruecos
- Gendarmería Real: Equipamiento de la Gendarmería Real de Marruecos
- Fuerzas Auxiliares: Armamento de las Fuerzas Auxiliares de Marruecos

## El futuro (Proyecto ya en marcha)
El material que hay en la lista, es el que está previsto que reciban las Fuerzas Armadas Marroquíes en los próximos años y que ya está contratado o en proceso de contratación y negociación.
Marruecos está en proceso de crear Industria militar Marroquí
- Sistemas Aéreos
  - 3 CH-47 C Marruecos quiere llevar sus helicópteros Chinook al estándar F.
  - UAVs de Producción Nacional[28]
  - 36 Helicópteros AH-64 Apache E longbow[29]
  - McDonnell Douglas F-15E Strike Eagle[30]
  - Dassault Rafale[30]
  - Cazas  F-35 Lightning II.[31]
  - Dassault Mirage 2000[32][32]
  - Elbit Hermes 900, IAI Harop e IAI Harpy[33]
  - Arrow 3[34]
  - Cúpula de Hierro[35]
  - AIM-120 AMRAAM
  - JDAM Kits[36]
  - 125mm HE y 125mm APFSDS para VT-1A[37]

## Justicia militar

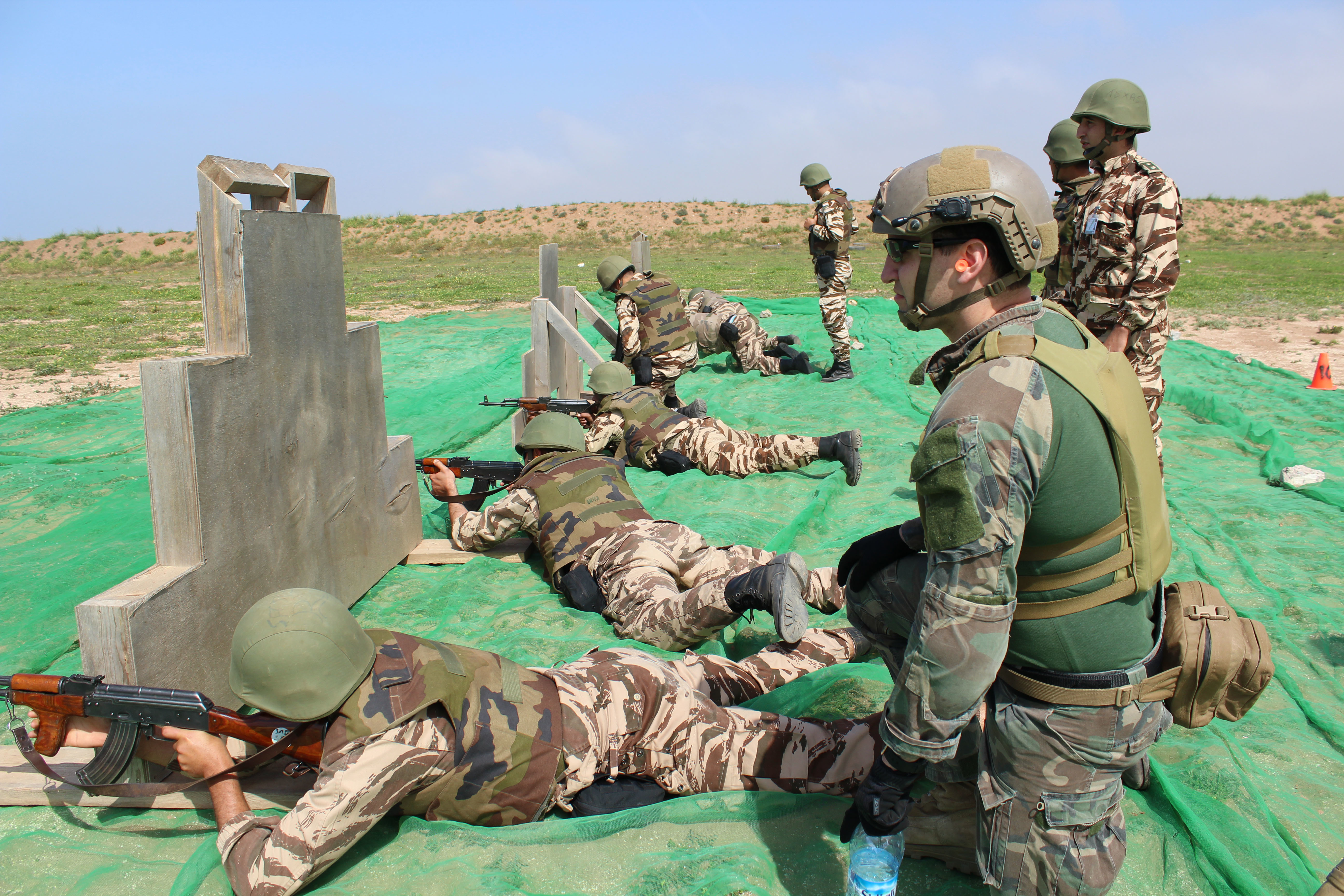
Soldados marroquíes en un entrenamiento en 2017.

Tribunal Permanente de las Fuerzas Armadas Reales
- Brigade nationale de la police judiciaire (BNPJ) o Brigada Nacional de la Policía Judicial, director: Younes Jamali[39]

Leyes:
- Dahir n.º 1-99-266, de 28 de Muharram 1421 (3 de mayo de 2000) el establecimiento de la Comisión de Historia militar marroquí.
- Dahir n.° 2-95-29 du 9 kaada 1419 (26 de febrero de 1999) creación y organización de la escuela real de gendarmería[40]
- Dahir n.° 1-98-43 du 2 moharrem 1419 (29 de abril de 1998) se fijará el sistema de retribución, alimentos, gastos de viaje de los militares especiales de remuneración de las Fuerzas Armadas Reales y las normas de administración y contabilidad.
- Dahir n.º 2-95-29 du 9 kaada 1419 (26 de febrero de 1999) creación y organización de la Escuela Real de Gendarmería.
- Dahir n.º 2-96-804, de 11 de chaoual 1417 (19 de febrero de 1997) relativa a la condición especial docente investigador, las instituciones la formación de directivos.
- Dahir n.º 2-82-673, de 28 de Rebia I 1403 (13 de enero de 1983) relativa a la organización de la administración de la defensa nacional.
- Dahir n.° 1-80-347 du 11 rejeb 1402 (6 de mayo de 1982) modifica el anterior.
- Dahir n.º 1-79-78, de 30 de Rebia II 1399 (29 de marzo de 1979) se establece la delegación de la administración de la defensa nacional.
- Dahir n.° 1-76-608 du 6 kaada 1396 (30 de octubre de 1976) modifica el anterior.
- Dahir n.º 1-72-236, de 11 de rejeb 1392 (21 de agosto de 1972) para el nombramiento de los directores de la defensa nacional.
- Dahir n.º 2-71-672, de 12 de Kaada 1391 (30 de diciembre de 1971) en relación con el recargo la oferta de las escuelas militares.
- Dahir n.º 01-67, de 20 de Kaada 1386 (2 de marzo de 1967) se fija el tipo de vacaciones durante las horas de las instituciones de formación docente y gestión del desarrollo.
- Dahir n.° 1-59-193 du 15 safar 1379 (20 de agosto de 1959) reglamiento de compatibilidad financiera del ministro de defensa.
- Dahir n.º 1-58-011 du 8 kaada 1377 (27 de mayo de 1958) reclutamiento del ejército.
- Dahir n.º 1-58-035 du 23 chaoual 1377 (13 de mayo de 1958) modifica el anterior.
- Dahir n.º 2-58-384 du 24 chaoual 1377 (13 de mayo de 1958) se fija el tipo de alimentación cadetes de policía
- Dahir n.º 2-58-1431, de 13 de Shaban 1377 (5 de marzo de 1958), honorarios de la policía de tráfico y taxis.
- Dahir n.º 1-58-051 du 30 rejeb 1377 (20 de febrero de 1958) se fijan las retribuciones de los funcionarios y oficiales de la Gendarmería Real.
- Dahir n.º 1-57-280 du 22 joumada II 1377 (14 de enero de 1958) función de la gendarmería real
- Dahir n.º 1-58-011, de 8 de kaada 1377 (27 Matte 1957) sobre la situación y el reclutamiento de oficiales.
- Dahir n.º 1-57-079 du 28 ramadan 1376 (29 de abril de 1957) creación de la Gendarmería real.
- Dahir n.º 1-56-262, de 22 de Rebia II 1376 (26 de noviembre de 1956) por el que se establecen las normas para el nombramiento de oficiales.
- Dahir n.º 1-56-270 du 6 rebia II 1376 (10 de noviembre de 1956) crea el Código de Justicia Militar
- Dahir n.º 1-56-138 du 16 Kaada 1375 (25 de junio de 1956) crea las Fuerzas Armadas.
- Dahir n.º 1-56-096 du 9 chaabane 1375 (22 de marzo de 1956) crea el Ministerio de Defensa.
- Dahir del 7 de agosto de 1910 regula la Orden del mérito militar.
- Artículos 187 y 192 del Código Penal de amenazar la “seguridad externa” de Marruecos al divulgar un secreto de la “defensa nacional”[41]

## Acuerdos internacionales
- El 1 de febrero de 1966, firma el Tratado de prohibición de ensayos con armas nucleares en la atmósfera, el espacio exterior y debajo del agua, (05.08.1963, Moscú) ratificado el 11 de diciembre de 1965
- El 13 de octubre de 1970 firma el Protocolo sobre la prohibición del empleo en la guerra de gases asfixiantes, tóxicos o similares y de métodos bacteriológicos de guerra, (06/17/1925, Ginebra)
- El 27 de noviembre de 1970 firma el Tratado de No Proliferación de las Armas Nucleares (01/07/1968, Londres, Moscú, Washington)
- El 18 de mayo de 1977 firma la Convención sobre la prohibición de utilizar las técnicas de modificación ambiental con fines militares o fines hostiles (10/12/1976, Nueva York)
- El 10 de abril de 1981 firma la Convención sobre la prohibición o restricciones del empleo de ciertas armas convencionales que puedan considerarse excesivamente nocivas o de efectos indiscriminados (10/10/1980, Ginebra) ratifica el 10 de abril de 2002.
- El 27 de septiembre de 1989 Convenio de cooperación en el ámbito de la defensa con España, publicado en el BOE 19-1-1991,[42] por el Dahir n.º 013-71 del 30 de diciembre de 1971 se creó la pensión militar[43]
- El 13 de enero de 1993, firma la Convención sobre la Prohibición del Desarrollo, la Producción, el Almacenamiento de Empleo de Armas Químicas y sobre su Destrucción (París, 13/01/1993), el 13 de diciembre de 1995 se ratifica.
- El 7 de noviembre de 1993, firma la Convención sobre la Pronta Notificación de Accidentes Nucleares (09/26/1986, Viena)
- El 1 de diciembre de 1994, firma la Convención sobre Seguridad Nuclear (17/06/1994 Viena)
- El 28 de diciembre de 1995 firma la Convención sobre la prohibición del desarrollo, la producción, el almacenamiento y el empleo de armas químicas y sobre su destrucción (París

el 13 de enero de 1993).
- El 29 de septiembre de 1997 firma la Convención sobre indemnización suplementaria por daños nucleares (09.12.1997, Viena) y la Convención conjunta sobre seguridad en la gestión del combustible gastado y sobre seguridad en la gestión de desechos radiactivos (29/09/1997, Viena) ratificados ambos el 13 de mayo de 1999
- El 19 de marzo de 1999 firma el Convenio sobre la marcación de explosivos plásticos para los fines de detección (Montreal)
- El 15 de febrero de 2000, ratifica el Tratado de Prohibición Completa de Ensayos Nucleares (10/09/1996, Nueva York)
- El 17 de agosto de 2000 firma el Acuerdo de Cooperación Regional para África sobre el desarrollo, investigación y formación en el ámbito de la ciencia y la tecnología nucleares (AFRA), (21/02/1990)
- El 29 de enero de 2002, ratifica el Convención sobre la prohibición del desarrollo, la producción y el almacenamiento de armas bacteriológicas y toxínicas (2 de mayo de 1972).
- El 11 de septiembre de 2002 firma la Convención sobre prohibiciones o restricciones del empleo de ciertas armas convencionales que puedan considerarse excesivamente nocivas o de efectos indiscriminados, con el Protocolo I, II y III (10/10/1980, Ginebra), ratificado el 10 de abril de 2001.
- El 19 de septiembre de 2002 se firma el Protocolo sobre prohibiciones o restricciones del empleo de minas, armas trampa y otros artefactos (05/03/1996, Ginebra)
- El 30 de diciembre de 2009, Communications Interoperability and Security Memorandum of Agreement (CISMOA) con el ejército de EE. UU.[45]
- El 2 de febrero de 2011, Marruecos apoya y se adhiere al proceso de promoción de un tratado sobre el comercio de las armas[46]